# Johannes Boye Petersen
Johannes Boye Petersen (29 de septiembre de 1887 – 22 de marzo de 1961) fue un botánico, algólogo, y explorador danés, trabajando principalmente en diatomeas.

## Algunas publicaciones
- Studier over danske aërofile alger. 111 p. 1915

- On the Scales of Some Synura Species. Biologiske Meddelelser 2. Con Jørgen Benth Hansen. Ed. I Kommission Hos Ejnar Munksgaard, 13 p. 1958

- Algae Collected by Eric Hultén on the Swedish Kamtchatka Expedition, 1920-22: Especially from Hot Springs. Biologiske meddelelser 20-21, ISSN 0373-093X Con Eric Hultén. Ed. Kommission hos Munksgaard, 122 p. 1946

- Some Halobion Spectra (diatoms). I komission hos Munksgaard, 95 p. 1943

- Studies on the Biology and Taxonomy of Soil Algae. Dansk Botanisk Arkiv v. 8 (9): 1-183. 1935.

- The fresh-water Cyanophyceæ of Iceland. The Botany of Iceland, editó L. Kolderup Rosenvinge & E. Warming, J. Frimodt, Copenhagen, & John Wheldon & Co. Londres; v. 1, parte 2, p. 251–324. 1928.

- The aerial algæ of Iceland. The Botany of Iceland, edited by L. Kolderup Rosenvinge & E. Warming, J. Frimodt, Copenhagen, and John Wheldon and Co., London; v. 1, Part 2, p. 325–447. 1928.

- JBP & Hansen, Benth J. 1960. Elektronen-mikroskopische Untersuchungen von zwei Arten der Heliozoen-Gattung Acanthocystis. Archiv für Protistenkunde 104: 547–553.

- La abreviatura «J.B.Petersen» se emplea para indicar a Johannes Boye Petersen como autoridad en la descripción y clasificación científica de los vegetales.[1]